# Jian Nan chun
Jiannan chun est l'une des liqueurs les plus populaires en Chine, avec une histoire s'étendant plus de 1000 ans. Elle est célèbre pour la qualité de sa distillation avec son arôme unique et la sensation en bouche, ce dernier qui est dû à l'argile unique utilisé dans l'environnement de brassage, qui imprègne l'esprit avec le goût est si renommée.
Jiannan chun est une liqueur forte, âgée distillée produite dans la ville de Mianzhu dans le sud du Sichuan. Son usine comprend un musée d'histoire d'alcool sur ses motifs. Jiannan chun utilise cinq grains (sorgho, riz, riz glutineux, maïs, blé). L'eau qui est utilisée pour brasser Jiannan chun est de Yufei fontaine. Teneur en alcool en volume: 38-52%.